# 摩泽尔河畔昂西
摩泽尔河畔昂西（法語：Ancy-sur-Moselle，法語發音：[ɑ̃si syʁ mɔzɛl]）是法国摩泽尔省的一个旧市镇，位于该省西南部，摩澤爾河西岸，属于梅斯区。2016年，摩泽尔河畔昂西与市镇多尔诺合并为新市镇昂西-多尔诺。

## 地理
摩泽尔河畔昂西（49°3'25"N, 6°3'29"E）面积9.12 平方千米，位于法国大東部大區摩泽尔省，该省份为法国东北部内陆省份，是洛林的一部分，西南接默尔特-摩泽尔省，东临下莱茵省，北与卢森堡和德国接壤。
与摩泽尔河畔昂西接壤的市镇（或旧市镇、城区）包括：多尔诺。
摩泽尔河畔昂西的时区为UTC+01:00、UTC+02:00（夏令时）。

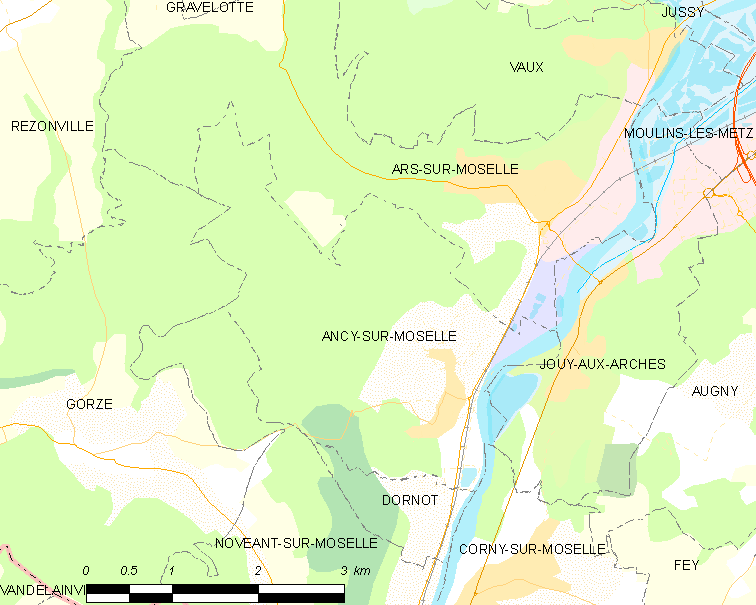
摩泽尔河畔昂西的OSM定位图

## 行政
摩泽尔河畔昂西的邮政编码为57130，INSEE市镇编码为57021。

## 政治
摩泽尔河畔昂西所属的省级选区为摩泽尔山坡县。

## 人口

1962-2008年间摩泽尔河畔昂西人口变化图示

摩泽尔河畔昂西于2018年1月1日时的人口数量为1370人。